# Lucien Leclerc
Lucien Leclerc (* 1816 in Ville-sur-Illon; † 1893) war ein französischer Arzt und Orientalist. 

## Schriften (Auswahl)
- als Übersetzer: La Chirurgie d’Abulcasis. Baillière, Paris 1861 (Digitalisat)(Digitalisat)(Digitalisat)
- Les oasis de la province d’Oran. Tissier, Alger 1858 (Digitalisat)
- Une mission médicale en Kabylie. Baillière, Paris 1864 (Digitalisat)
- Traité de la variole et de la rougeole de Razès. Traduction française par Lucien Leclerc et Adolphe Lenoir. Baillière, Paris 1866 (Digitalisat)(Digitalisat)
- Traité de matière médicale arabe d’Abd er-Bezzaq l’Algérien. Traduit et annoté par Lucien Leclerc. Baillière, Paris 1874 (Digitalisat)
- Histoire de la médecine arabe. Ledoux, Paris 1876. Band I, (Digitalisat); Band II (Digitalisat)
- Traité des simples par Ibn el-Baithar. 3 Bände, Paris 1877, 1881 und 1883